# Hodnotový marketing
Hodnotový marketing je jedním z pěti principů osvíceného marketingu. Je zaměřen na budování dlouhodobé loajality zákazníka neustálým zvyšováním hodnoty pro zákazníky. Vychází z myšlenky, že středobodem činnosti podniku je vytváření hodnoty pro zákazníka. Vytvoření této hodnoty není závislé pouze na marketingovém oddělení, avšak podílet se na ní musí všechny organizační jednotky firmy, neboť ani nejlepší marketing nezajistí úspěšný prodej nekvalitního výrobku. Hodnotový marketing říká: „Nemyslíte-li na zákazníky, nemyslíte vůbec.“
Cílem hodnotového marketingu je spokojenost zákazníka, která vyjadřuje, jak jednotlivec vnímá provedení výrobku a služeb vzhledem ke svému očekávání. Zákazník, jehož zkušenost neodpovídá očekávání, bude nespokojený. Předčí-li výrobek nebo služba jeho očekávání, je zákazník vysoce spokojený nebo potěšený.

## Zjištění hodnoty pro zákazníka
Podle principů hodnotového marketingu by firma měla věnovat většinu svých zdrojů do hodnototvorných marketingových investic. Mnoho marketingových akcí může krátkodobě zvýšit tržby, ale tyto činnosti přidávají produktu menší hodnotu než skutečná zlepšení kvality, vlastností nebo uživatelského komfortu. Hodnotový marketing volá po budování dlouhodobé loajality zákazníka neustálým zvyšováním hodnoty pro zákazníka.
Hodnota zákazníka je definována jako poměr mezi přínosy, jak je vnímá zákazník a prostředky, vynaloženými na dosažení těchto přínosů. Vnímaná hodnota je relativní a subjektivní. Vytvoření hodnotového přínosu je jádrem vybudování úspěšné pozice.

## Udržení zákazníka
Souhrnným cílem poskytování protihodnoty zákazníkům neustále a efektivně, než tak činí konkurence, je získání vysoce spokojených zákazníků. Tato strategie udržení zákazníka spočívá ve vyvolání pocitu v zákazníkovi, že je v jeho nejlepším zájmu zůstat u firmy a nepřecházet k firmě jiné. U skoro všech obchodních situací je dražší získat nové zákazníky, než si udržet stávající. Studie prokázaly, že malé snížení počtu odpadlíků vyvolá významné zvýšení zisku, protože:
1. Loajální zákazníci kupují více výrobků;
2. Loajální zákazníci jsou méně citliví na cenu a věnují méně pozornosti konkurenční reklamě;
3. Péče o stávající zákazníky, kteří jsou seznámeni s firemní nabídkou a postupy je levnější;
4. Loajální zákazníci šíří pozitivní ústní informace a oslovují další zákazníky.

Společnosti mají sledovat míru ztráty zákazníků a kontaktovat zákazníky, kteří přestali nakupovat nebo přešli k jinému dodavateli, aby zjistily, proč k tomu došlo.

## Poskytování hodnoty
Tvorbu a poskytování hodnoty lze rozdělit do tří fází. První fází je volba hodnoty. V této fázi marketéři segmentují trh, vyberou vhodný cíl a vymezit pozici produktu vůči konkurenci. Druhou fází je poskytování hodnoty. Marketing musí v této fázi určit konkrétní vlastnosti výrobku, jeho cenu a způsob distribuce. Úkolem třetí fáze je pak komunikace hodnoty využívající prodejní síly, internet, reklamu nebo jakékoliv další komunikační nástroje propagující výrobek a oznamující jeho evidenci.
Proces poskytování hodnoty začíná dlouho před tím, než samotný výrobek existuje, a pokračuje během jeho vývoje i po jeho uvedení na trh. Žádná fáze se neobejde bez určitých nákladů.

## Zákaznické přizpůsobení společnosti Dell
Společnost Dell se po projevech silné nespokojenosti zákazníků s nákupem počítačů v síti supermarketů WalMart rozhodla pro novou strategii. Proto WalMart opustila a přiklonila se k modelu, který obsahuje i služby v podobě technické podpory zákazníků.
Zakladatel společnosti Michael Dell prohlásil: „Existuje ještě řada důležitých věcí vedle montáže zákaznicky uzpůsobených počítačů“, z tohoto důvodu je již dlouholetým heslem společnosti „Přemýšlej jako zákazník“. Dell propaguje obchodní styl přímého propojení se zákazníky. Tím, že jsou počítače sestavovány dle požadavků zákazníků, dosahuje společnost nízkých nákladů na skladování zásob, díky čemuž jsou její produkty oproti konkurenci levnější o 10-15 %. Veškeré produkty a služby společnosti jsou založeny na filozofii, která říká „nestačí uspokojit potřeby zákazníka, je třeba ho potěšit“. Dell také nainstalovala zákaznicky orientovaný software, který jí umožňuje sledovat zásoby komponent u zákazníků, a díky tomu mohou realizovat včasné dodávky.

## Značka Nike a porozumění očekáváním zákazníka
I přesto, že většina lidí pravděpodobně nedokáže běžet rychleji ani skákat výše ve sportovní obuvi značky Nike, tato značka má své oddané stoupence. Neboť je její marketing zaměřený na oblast image, tedy na významy, jež jsou pečlivě budovány, např. za pomoci slavných sportovců, brilantní reklamy a milionů dolarů. Koupíte-li si značku Nike a její „fajfku“, děláte možná mnohem více, než že si jenom kupujete obuv na běžné nošení – děláte prohlášení o tom, jaký typ osobnosti si přejete být. Toto vyjádření o Vaší osobnosti je součástí hodnoty, kterou Vám tento produkt poskytuje.
Společnost uvedla na trh speciální řadu sportovníchni tenisek Air Jordan pro profesionální NBA hráče. V reklamách slavný Michael Jordan v těchto teniskách dosahuje nepředstavitelných výkonů. Dodatečně k této kampani uvedla společnost na trh volně prodejnou limitovanou edici, díky které tato produktová řada dosáhla oproti jiným produktům Nike vysokých zisků.
Spojení řady Air Jordan a doplňkové limitované edice zvýšilo vnímanou hodnotu značky u zákazníků.